# Verhuisdag

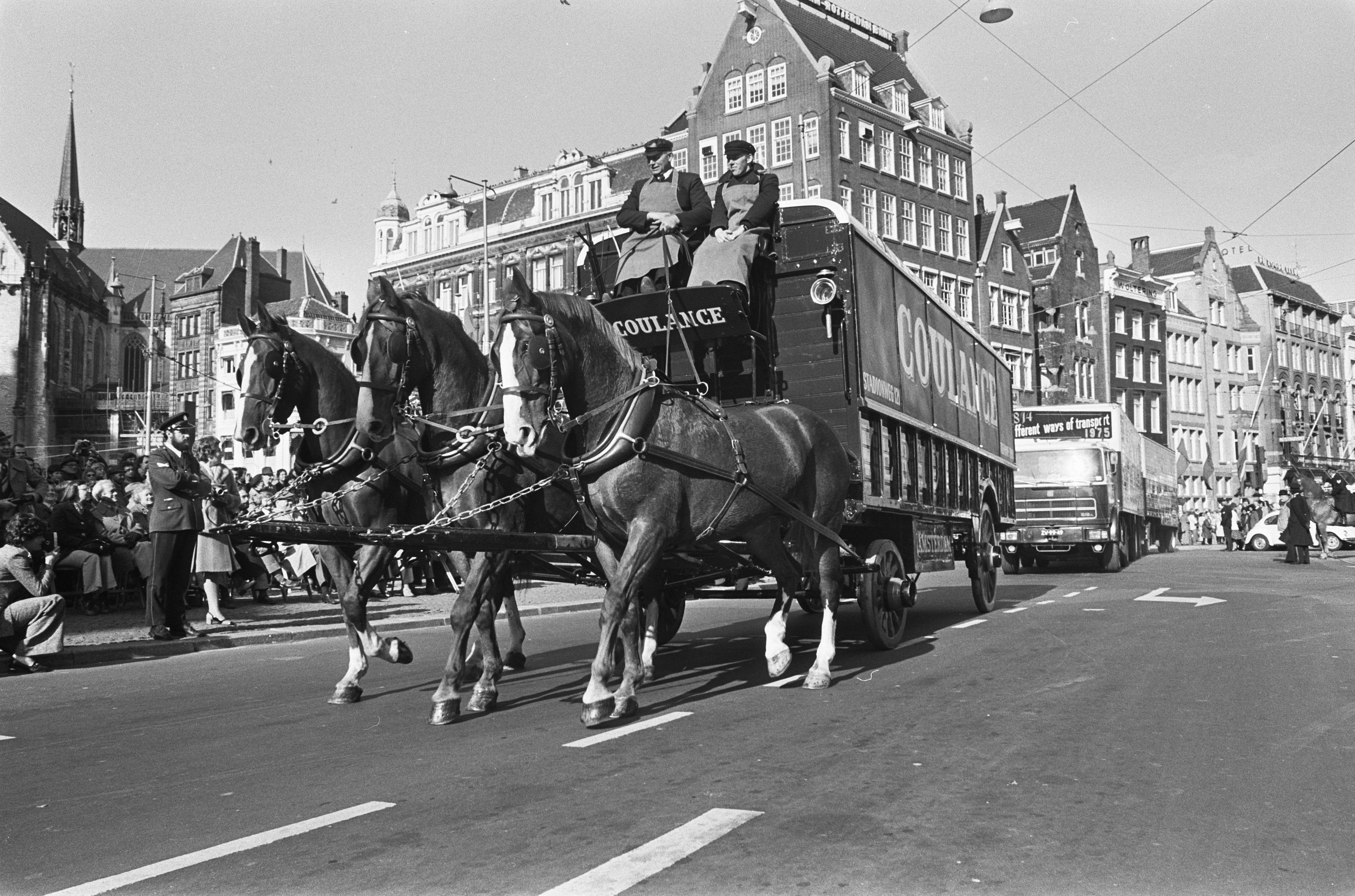
Verhuiswagen met paardentractie

In diverse landen kende men eeuwenlang een algemene verhuisdag, ook wel vaste verhuisdag genoemd. Vaak was dat op 1 mei, maar er kwamen ook andere datums voor.

## Herkomst
De algemene verhuisdag was een direct gevolg van het feit dat contracten meestal op 1 mei begonnen of eindigden. Wisselde men van baas, vrijwillig of noodgedwongen, dan moest men meestal ook verhuizen. Dat gold vroeger vooral voor boeren en landarbeiders. En omdat ook de huren per 1 mei konden worden opgezegd was er op die dag elk jaar een piek in verhuizingen, de algemene verhuisdag.
De eerste mei als contractdatum en betaaldatum in onze streken is al heel oud. De oude term meye of meye daghe betekende: 1 mei. De Hollandse graaf verpachtte in 1325 een erf in Dordrecht voor 20 schelling per jaar, te betalen alle jare ene helft te sinte Baven daghe (1 oktober) ende die ander helft te meye daghe. Maar ook als het om andere afspraken ging hield men vaak 1 mei aan als afrekendag. Bij een geschil tussen kooplieden uit Stavoren en Lübeck in 1333 besliste de graaf dat die van Lübeck de toegebrachte schade moesten vergoeden en betalen op den eersten Meye dach in Haarlem. In 1380 verlengde de graaf de vrede tussen Holland en de Oostvriesen van Meye dach in ’t jahre 80 tot Meye dach in ’t jahre 81. (Vanuit Holland en West-Friesland gezien lag aan de andere kant van de Zuiderzee Oost-Friesland.).
Voor huurhuizen in de stad was er meestal niet een direct verband tussen arbeidscontract en huishuur. Daarom werden er al vroeg regels gemaakt om huurders toch op de vaste wisseldatum uit het huis te krijgen. In een Amsterdamse keur van 1413 staat: De gene, die in Huerhuysen wonen, ende anders-waer, sullen alle jaer vervaren op ter Meye avond by 60 schellingen Hollands elcx dage te verbeuren; ’t en sy dat sy langer verwerven mogen aen dengenen, die de huysen toe-behooren. Met andere woorden: wie weigerde per 1 mei zijn huurhuis te ontruimen kreeg een boete van 60 schellingen per dag, tenzij met de eigenaar verlenging van het huurcontract was afgesproken.

## Nooit op zondag

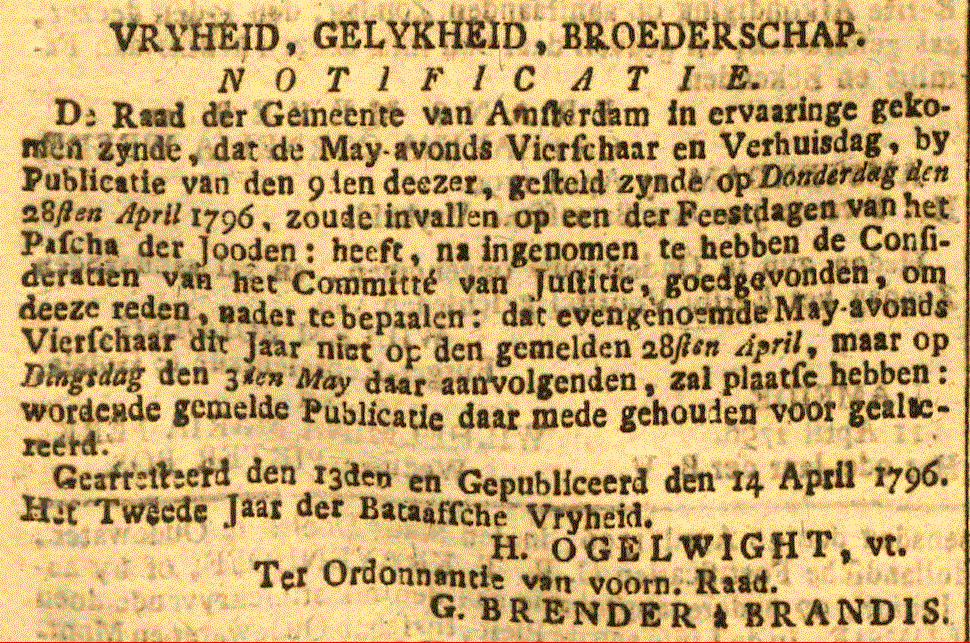
Verschuiving verhuisdag Amsterdam vanwege het Joodse Paasfeest (1796)

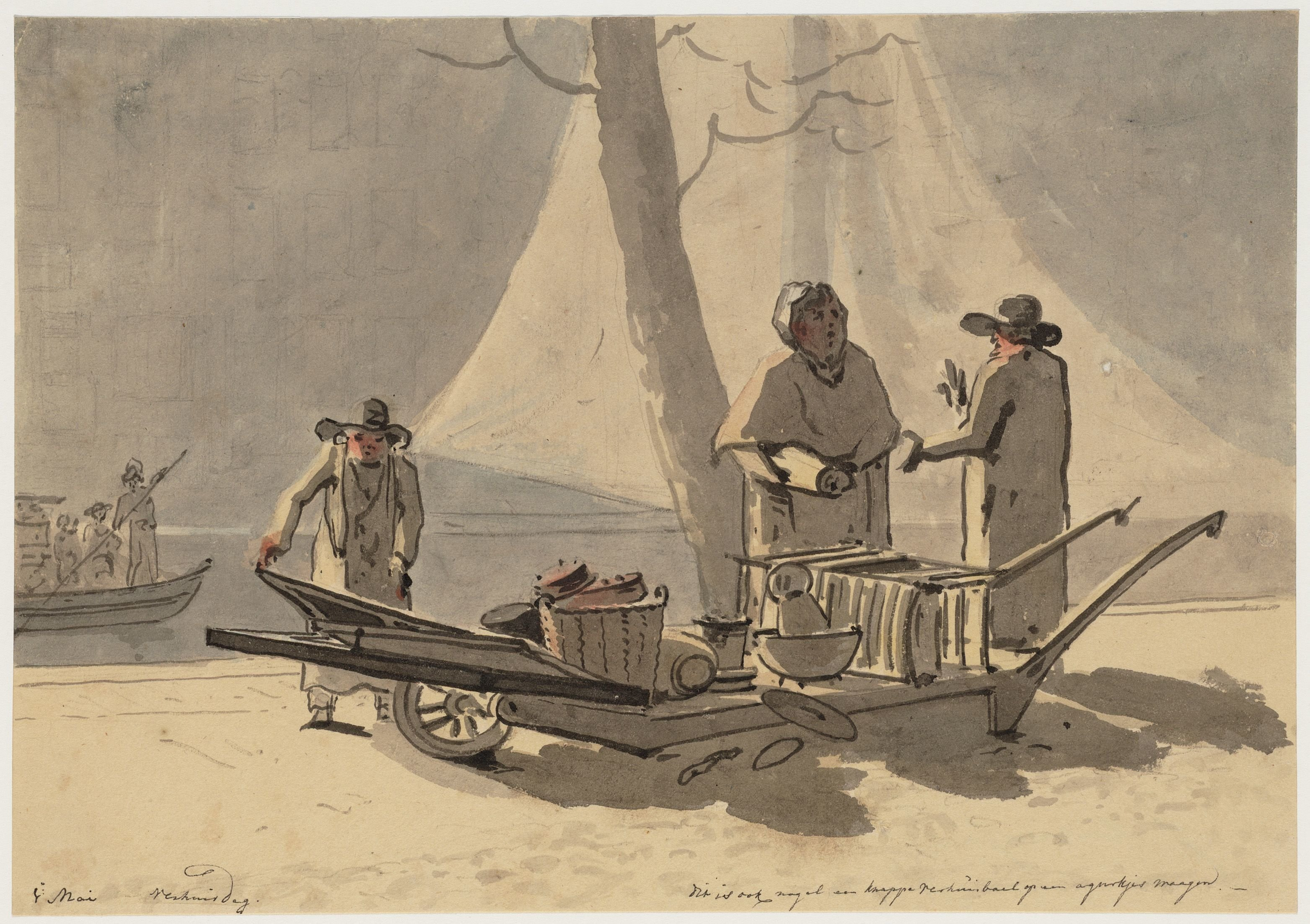
Een armoedige verhuizing op een kruiwagen op 1 mei 1806. Voor de deur van schilder Christiaan Andriessen op de Amstel valt er het een en ander van de kruiwagen af. Op de Amstel een luxere verhuizing per boot.

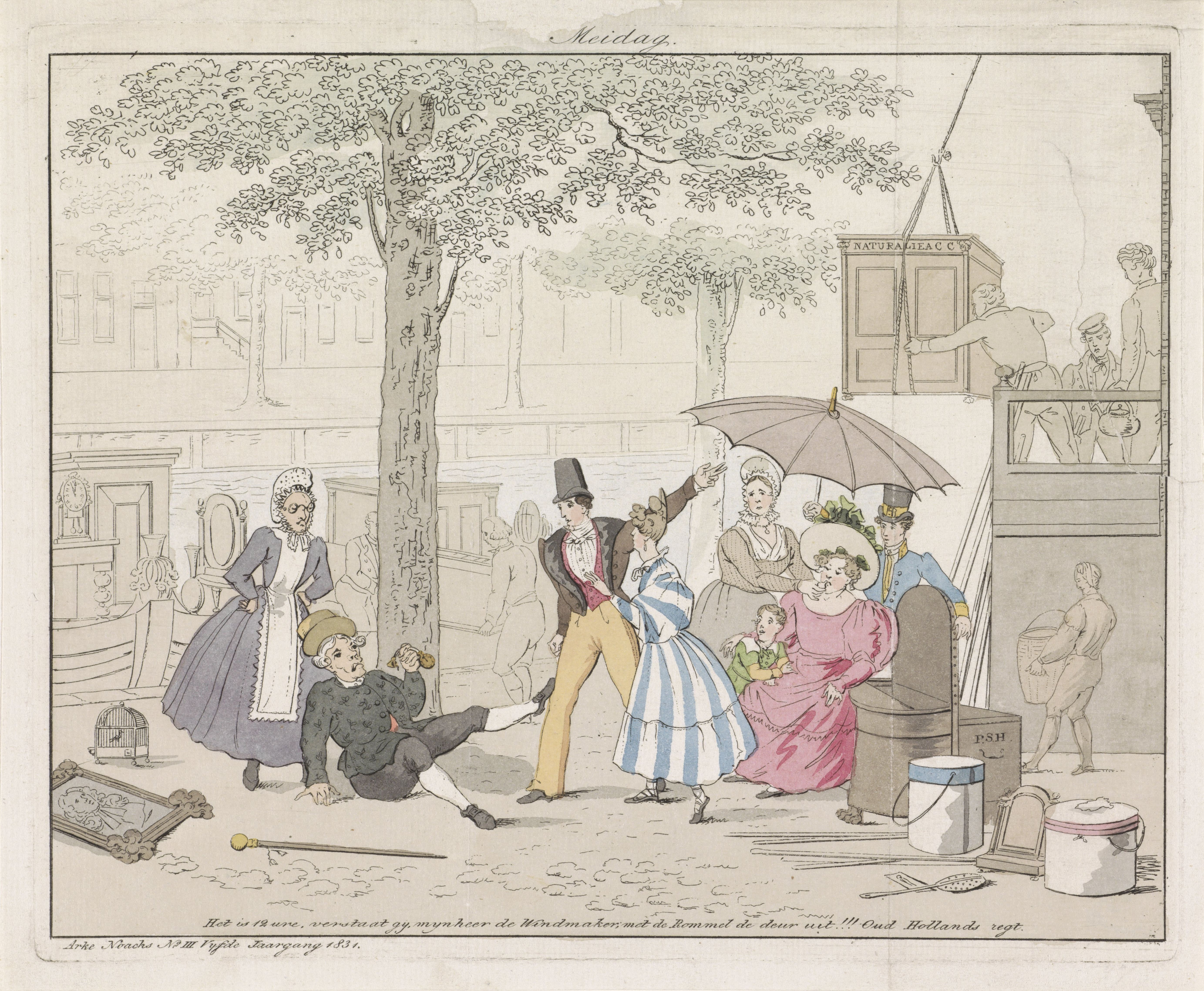
Spotprent op de verhuisdag in Amsterdam, 1831: Meidag, of het verhuisboeltje van Doctor Urinaal en de familie Naturalibus

Wanneer 1 mei op zondag viel werd in Nederland de algemene verhuisdag een dag eerder of later gehouden. In Amsterdam werd bovendien niet verhuisd op vrijdag, zaterdag en maandag. Vrijdag en maandag omdat het belangrijke marktdagen waren, zaterdag vanwege de Joodse sjabbat. Dat laatste was niet altijd vanzelfsprekend geweest. In 1701 viel 1 mei op zondag en de verhuisdag werd daarom gesteld op zaterdag 30 april. Dat was niet een gewone sjabbat, het was ook Pesach, het Joodse paasfeest. Er was een kort geding nodig om de verhuisdag te verschuiven naar 3 mei. Mede onder invloed van de Franse Revolutie (vrijheid, gelijkheid, broederschap) was in 1796 de tussenkomst van een rechter niet meer nodig.

## Twee kalenders
In 1582 werd door paus Gregorius XIII een verbeterde kalender afgekondigd. Na 4 oktober 1582 volgens keizer Julius Caesar was het de volgende dag 15 oktober volgens paus Gregorius. De lente zou in het vervolg weer op 21 maart beginnen en Pasen, Pinksteren en alle andere kerkelijke feestdagen zouden weer op de juiste dagen vallen. Katholieke landen voerden de kalender meteen in, maar protestantse landen voelden zich niet gebonden aan deze pauselijke kalender.
Voor de internationale handel waren twee kalenders natuurlijk lastig en Holland en Zeeland volgden al snel het voorbeeld van de katholieke zuidelijke Nederlanden. Andere gewesten van de republiek volgden pas na 1700. Toen was het verschil tussen beide kalenders opgelopen tot elf dagen. Na 31 december 1700 was de volgende dag 12 januari 1701. Wie per 1 mei 1700 een jaarcontract had gesloten zou, als het op de nieuwe kalender 1 mei 1701 werd, elf dagen kwijt zijn. Een huurder zou elf dagen eerder uit zijn huis moeten, een verhuurder zou minder dan de volle jaarhuur vangen. De Friezen vonden het onbillijk om met terugwerkende kracht een contract te veranderen. Het volgens afspraak handhaven van het volle recht en het volle genot vonden ze belangrijker. En dus bleef de huurder 365 dagen in zijn huis. In een officiële publicatie van 29 januari 1701 werd het bevestigd: ‘possessie en gebruik der landen sal expireren op den vijfden Martij, en van de huijsen soo in de Steden als ten Platten Lande, alsmede de verhuijsinge en het vervaren van Dienstboden, soo Knechten als Meijden, met den elfden Meij en November.’ Zo bleef in deze provincie 12 mei de ingangsdatum voor het huren van knechten en dienstmeiden en voor verhuizingen. Dit maatschappelijk gebruik werd in 1723 door de Friese Staten wettig verklaard.
Het gebruiken van twee kalenders binnen de republiek der zeven verenigde Nederlanden betekende dat men bij de datum moest vermelden of het oude of nieuwe stijl was. Het gaf ook specifieke problemen. Als een Friese dienstbode naar Holland wilde moest ze daar per 1 mei beginnen, terwijl haar oude dienstje nog tot 12 mei doorliep.

## Andere verhuisdatums
Binnen Nederland viel de algemene verhuisdag niet overal op 1 of 12 mei. In Scheveningen dicteerde de visserij de verhuisdag. Er was geen vaste datum, meestal viel hij ergens in juni als de hele vissersvloot aan wal lag. In Gooi- en Eemland wisselden knechten en meiden op Sint Katrijn, 25 november. Daar had men bovendien het gebruik dat iedereen in de nacht van 24 op 25 november de nog in het veld lopende koeien mocht melken. Dus werden ze zoveel mogelijk eerder op stal gezet: Met Sint Katrijn moeten de koeien aan de lijn. In Limburg verhuisde men op 16 maart, de dag waarop de negenjarige pachtcontracten van de boerderijen vervielen.

## Verhuisdag wereldwijd fenomeen
De algemene verhuisdag was een wereldwijd fenomeen. In de 19e en 20e eeuw kwamen er in de steden geleidelijk meer verhuisdagen bij omdat er voor de huishuur behalve jaartermijnen ook half jaar-, kwartaal- en maandtermijnen werden ingevoerd. Maar de drukste verhuisdag bleef die op de voorjaarsdatum. Het Belgische Leuven had 17 maart, Berlijn 1 april en 1 oktober, Parijs 15 april, 15 juli, 15 oktober en 15 januari. Londen had er eind 19e eeuw al vier: de drukste was Lady Day 25 maart, verder Midsummerday 24 juni, Michaelmasday 29 september en Christmasday 25 december. Het Italiaanse Napels deed mee met 1 mei, maar Milaan verhuisde op 29 september, Sint Michielsdag. Kopenhagen verhuisde op 17 oktober, Wenen op 1 augustus, het Spaanse Baskenland op 25 december, Lissabon op 1 januari en 1 juli (betaling vooraf op 20 november en 20 mei), Stockholm op 1 oktober en Zwitserland verhuisde op 1 april en 1 oktober. In Amerika bleef 1 mei moving day ook nadat de Engelsen Nieuw-Amsterdam hadden omgedoopt tot New York en die gewoonte hield daar stand tot 1945.

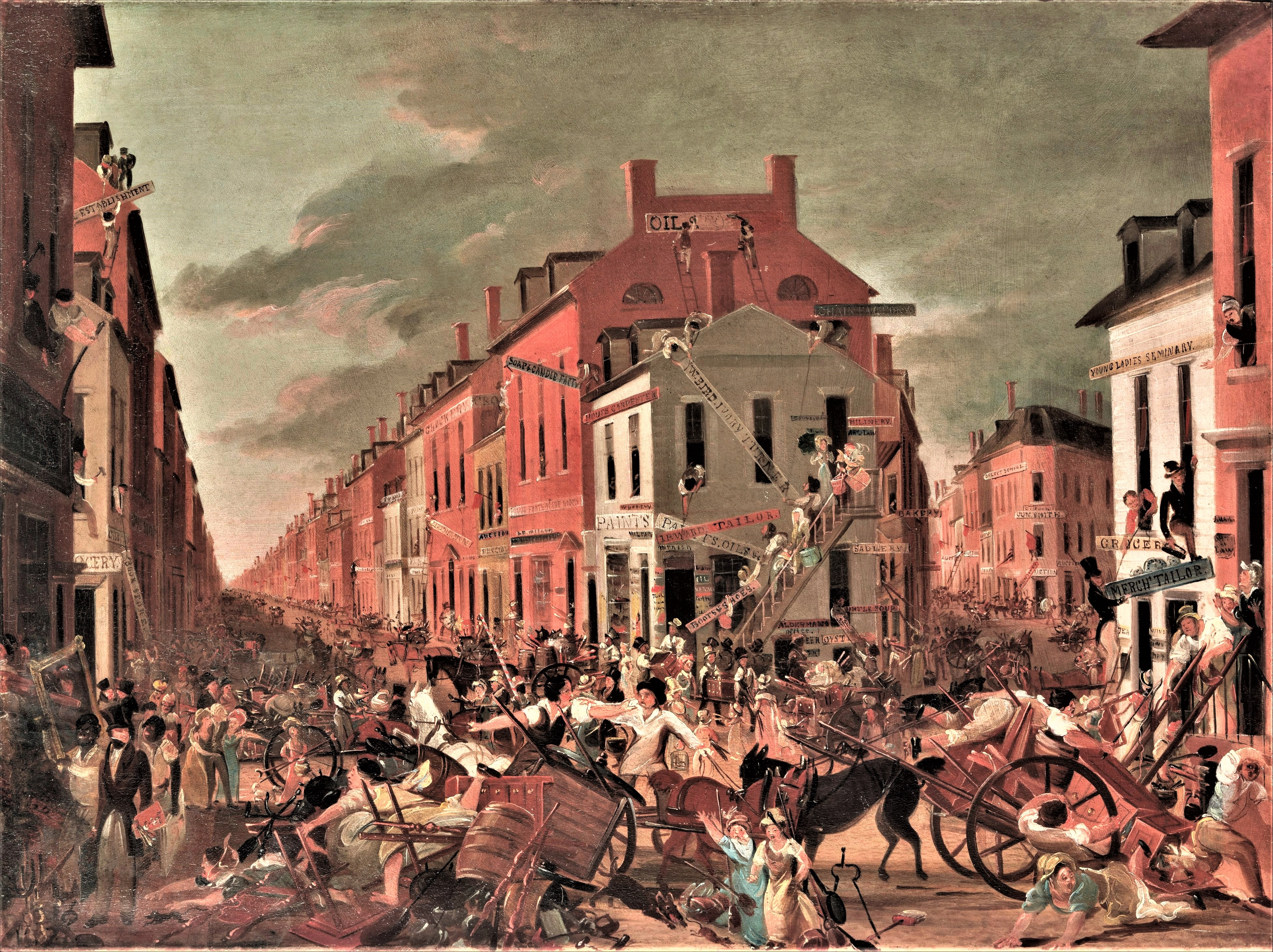
Verhuisdag in New York, schilderij ca. 1827

In de 19e eeuw begonnen buitenland-correspondenten in kranten over de algemene verhuisdag daar te schrijven. Het ging vaak over de enorme drukte op straat (Parijs 1862: Het is de gewone verhuisdag voor personen van de mindere stand. Het schouwspel maakte veeleer de indruk van een algemene volksverhuizing of emigratie. Londen 1892: De drukte in de stad is net als bij jullie en degenen die verhuizen leven weken en maanden in een chaos.) Volgens de correspondent uit Berlijn, 29 maart 1900, verhuisde men daar gemakkelijk. Kachels stonden vast in een huis en hoefden dus niet mee. Men gebuikte op de vloer losse tapijten en men woonde gelijkvloers en dus hoefde men niet te rekenen met trappen, voorhuizen, binnenplaatsen enz.
De correspondent in New York noemde 1 mei in 1876 een zwarte duivelse dag. Het leek of half New York verhuisde. Hij schetste de Amerikaan als iemand die niet aan een huis is gehecht. De Amerikaan kende het Hollandse spreekwoord niet: drie maal verhuisd staat gelijk aan eenmaal afgebrand. Volgens een legende zou het gebruik om op 1 mei te verhuizen door de eerste Hollandse volksplanters van de duivel zijn overgenomen. (In Limburg heette de boerenverhuisdag op de tweede donderdag na Pasen ook wel Allerduvelendag.)
Het ligt voor de hand dat de eerste Nederlandse emigranten hun verhuisgewoonten meenamen. Daar hadden ze de duivel niet voor nodig. In New York moest uiterlijk op 1 februari (Rent Day) de huur worden opgezegd, zodat men drie maanden de tijd had om een nieuw onderkomen te vinden. Op deze gewoonte werd door New York State een wettelijke regeling gebaseerd, die inhield dat als er geen einddatum was vastgesteld in een huurcontract dit per definitie 1 mei was. In 1943 werd in de wet het verhogen van huren aan voorwaarden gebonden en dit leidde ertoe, samen met het huizentekort na de Tweede Wereldoorlog, dat moving day verdween.

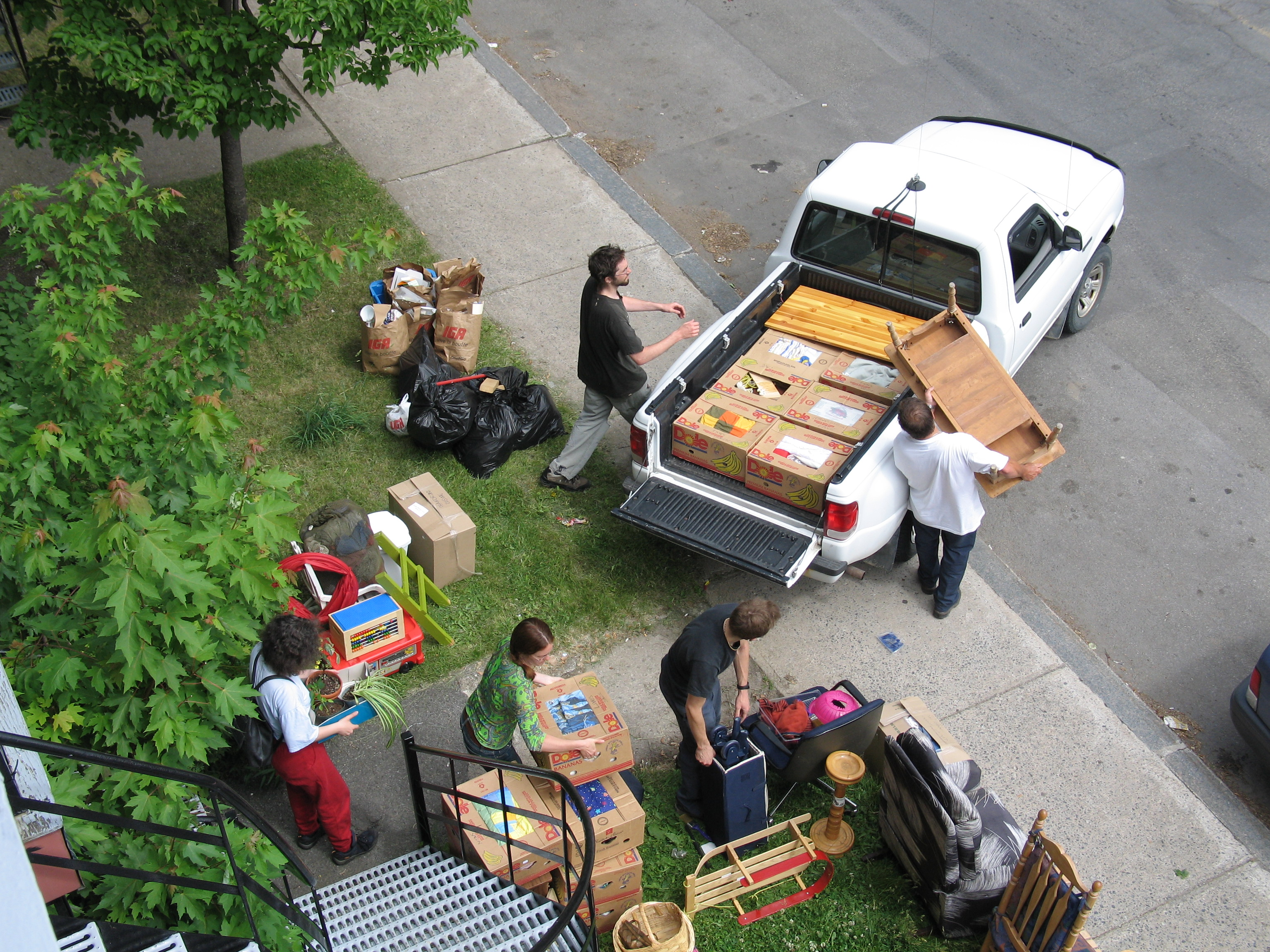
Verhuisdag in Quebec

In 1750 was in Frans Canada (Quebec) in de wet vastgelegd dat landheren de pachters niet van hun land mochten zetten voordat de sneeuw was gesmolten. Als vervolg daarop werd in 1866 in het burgerlijk wetboek bepaald dat de pachttermijnen liepen van 1 mei tot 30 april. Daarmee werd ook daar 1 mei de nationale verhuisdag, op z’n Frans ‘fête du déménagement’: feest der verhuizing. De regering van Quebec besloot in 1973 dat het beter was om de verhuisdag naar de zomer te verschuiven. Zo konden schoolkinderen het schooljaar afmaken en bovendien was het op 1 mei in Canada vaak nog ruig weer. Men koos voor 1 juli, de algemene vrije feestdag (Canada day), want dan hoefden de laagstbetaalden voor hun verhuizing geen onbetaald verlof op te nemen. Op die dag verhuizen nog altijd honderdduizenden mensen die langs de straat een spoor van overbodige meubelstukken en lege dozen achterlaten.

## Woningnood
Op de algemene verhuisdag kwam overal de woningnood schrijnend aan het licht. In 1852 bleven in Berlijn 300 gezinnen over zonder woning. In 1916 schreven Deense kranten over de ellende van dakloze gezinnen na de verhuisdag op 17 oktober. In Nederland kwam vooral de woningnood in Friesland aan de orde. In Sneek konden in 1901 veertien gezinnen geen andere woning vinden. De armvoogdij deed zijn best om onderdak te verzorgen, maar eind mei bivakkeerden nog tien gezinnen onder de blote hemel zonder uitzicht op een oplossing. Na 12 mei 1904 stonden in Friesland minstens 100 gezinnen op straat. De tijdelijke oplossingen waren soms bizar. Heerenveen had als noodoplossing een houten loods bij de vuilnisbelt als tijdelijk onderkomen ingericht. Hij was met manshoge schotten in woningen verdeeld, waardoor iedereen goed kon horen wat er bij de buren gebeurde. Met gevoel voor ironie had men deze loods Villa Zonder Zorg gedoopt. In 1911 had een moeder met kinderen geen ander alternatief dan zelf slapen op een handkar, en de kinderen eronder, met als dekens oude zakken. In 1918 zochten gezinnen in Wonseradeel tijdelijk onderdak in lege schuurtjes waar in de winter vlas was bewerkt, de zogenoemde braakhokken. In Harlingen stonden in 1923 er 29 liefhebbers voor een bepaalde woning. De eigenaar lootte er eerst zes man uit en liet die vervolgens om de woning dobbelen.

## Boerenverhuisdag
Gewoonlijk huurden pachtboeren alleen het land. Ze waren eigenaar van het huis, de schuur, de werktuigen en het vee. Als de landeigenaar de huur opzegde moest hij de gebouwen tegen taxatiewaarde aan zijn pachter vergoeden. De inboedel en het vee nam de pachter op de vaste verhuisdag mee naar zijn nieuwe bedrijf. Voor het land golden andere vervaldatums, die waren afgestemd op de gunstigste periodes voor zaaien en maaien. Meestal was dat Sint Petrus (22 februari, nieuwe stijl 5 maart). Sommige boeren wilden de zomerrogge beslist inzaaien op die dag voor ’s middags 12 uur, in de overtuiging dat later gezaaide zaadjes slechtere aren zouden produceren. Voor bouwland werd de datum soms nog verder naar voren gehaald: het moment in het najaar waarop het gewas van de oude pachter geoogst was. Zodoende had de nieuwe pachter dan de gelegenheid op tijd een wintergewas in te zaaien.
Sint Petrus als pachtwisseldatum voor de landerijen stamt al uit de middeleeuwen. Toen in 1505 de hertog van Saksen enkele Hollandse edelen de Bildlanden liet bedijken, mochten ze dat land gebruiken of verpachten, maar dan wel volgens de Friese gebruiken: soo sich met pachtgoederen in onsen Vrieslande rechten gewoon is. De pacht van het land moest beginnen op Sint Petri dach in Cathedra, want voor het tijdig inzaaien was mei te laat.

### Verhuiskaravaan

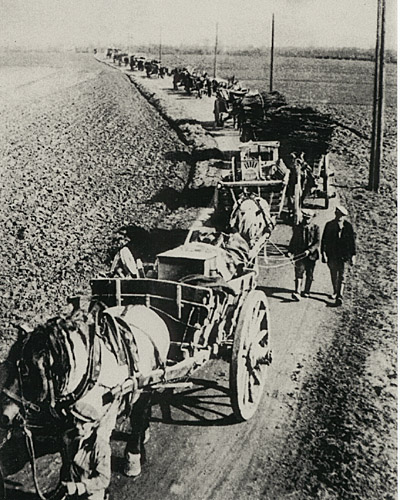
Verhuiskaravaan van Zuid-Limburgse boer in 1926

Verhuizen had voor een boer nogal wat voeten in aarde. Het vervoeren van de huiselijke inboedel, het vee en het landbouwmateriaal (wagens, rijtuigen, ploeg, eg etc.) vergde heel wat organisatie. Hulp van anderen was daarbij hard nodig en in de loop der eeuwen waren daar gewoonten voor ontwikkeld. In veel gebieden was burenhulp dan ook heel normaal en heel vaak waren het de toekomstige buren. Zo was die hulp onderdeel van een effectief inburgeringsritueel. De nieuwe boer moest tijdig laten weten dat hij op de verhuisdag zou arriveren. Vroeg in de ochtend gingen de nieuwe buren op pad met paarden en wagens om hem op te halen. Ze namen knechten en meiden mee. Eerst hielpen die bij het opladen van de inboedel en daarna dreven ze het vee naar de nieuwe woonplaats. Dat leverde een lange karavaan op van beladen wagens en kudden dieren. Als de afstand tussen de oude en nieuwe woonplaats nogal groot was, vertrokken de helpers al in de voorafgaande nacht. De kasteleins van herbergen waar ze pauzeerden moesten voor de paarden een armvol gras geven. Op de terugweg herhaalde zich dit ritueel en met elke pauze werd de stemming vrolijker door de vloeibare verteringen die de mannen naar binnen sloegen. De betaling aan de herbergiers was voor rekening van de verhuizende boer en zijn reputatie in het nieuwe dorp werd bepaalde door de correctheid waarmee die nota’s werden betaald. Als de nieuwe boer alles enigszins op orde had werden de helpers uitgenodigd voor een uitgebreide maaltijd, met koffie maar vooral ook met sterke drank.
Een dergelijk verhuisritueel kwam in diverse Nederlandse streken voor, met op onderdelen afwijkende gebruiken. Een bekend voorbeeld hiervan is de Noord-Brabantse boerenovertrek, die nog altijd traditiegetrouw gevierd wordt zodra een stel gaat samenwonen of verhuizen.

### Dat gaat naar Den Bosch toe …..
In Limburg en Brabant was de boerenverhuisdag een glorieus voorjaarsfestijn zoals dat in de rest van Nederland nauwelijks voorkwam. Alleen in de Achterhoek, waar de boeren op Sint Pieter (22 februari) verhuisden, kende men iets van de zuidelijke feestelijkheid. Die bestond daar vooral uit het rondgaan van de drankfles en het luidruchtig zingen van: We gaan verhuizen, wie gaat er mee?
Ten zuiden van de grote rivieren was het echt feest. De jonge dochters van de toekomstige buren versierden de kar van het verhuizende gezin met groene slingers en papieren roosjes. Onderweg zongen de jongelui verhuisliederen en eentje daarvan is nog in heel Nederland bekend: Dat gaat naar Den Bosch toe. In de teksten van tegenwoordig is de relatie met de verhuisdag verdwenen, maar die was er vroeger wel degelijk:
Wie zal dat betalen, zoete lieve Gerritje,
de boer die wij gaan halen, zoete lieve meid.
Andere vragen die Gerritje moest beantwoorden luidden: wat zullen wij daar drinken en wat zullen wij daar eten en die verwijzen naar de gemeenschappelijke maaltijd die de buren in de nieuwe woonplaats zou worden aangeboden. De antwoorden waren zoet: brandewijn met suiker en rijstepap met suiker.

## Verleden tijd
De algemene verhuisdag is bijna overal verleden tijd. In Friesland hield de contractdatum voor boerenarbeiders per 12 mei (Alde Maaie) wat langer stand dan de algemene verhuisdag. In de jaren 1950 was het nog heel gewoon dat er boerenknechten werden gevraagd per 12 mei. Er werden wel moderne eisen gesteld zoals: goed kunnende hand- en machinemelken. In de jaren 1970 werd 12 mei een uitzondering. Een laatste oude mei-advertentie stond in februari 1980 in de Leeuwarder Courant: een vaste medewerker per 12 mei. Alleen in Quebec is het op 1 juli nog steeds algemene verhuisdag.